# 八杵命
八杵命（やきねのみこと、やぎのみこと）は、長野県諏訪地方の民間伝承（諏訪信仰）の神。

## 概要
史料としては『神氏系図』などに見える神で、建御名方神の子とされるが、御子神や子孫以外にこれといった記述はない。諏訪大社上社の五官祝（ごかんのほうり）の一つ、禰宜大夫（ねぎだゆう）を務めた小出氏の祖神と伝えられるが、詳細な系図は現存しておらず、その全貌は不明である。
下諏訪町矢木に鎮座する矢木神社では信濃国開拓の神とされ、神陵が付近にあると伝わるが、詳細な位置は不明。

## 考証
八杵命は他の史書には見えず、同神を祀る神社も長野県以外に存在するか不明であるが、阿波国の式内社である八桙神社の祭神八桙神と同一視する説がある。

## 系譜
建御名方神と八坂刀売神の子の一柱で、子に久留須神、比良夫神、若那売神、八立神（八玉神）、倉稲主神（倉稲魂神）がいる。

## 祀る神社
- 諏訪大社上社前宮　摂社　若御子社（長野県茅野市宮川）
- 諏訪大社下社春宮　摂社　若宮社（長野県諏訪郡下諏訪町）
- 諏訪大社下社秋宮　摂社　若宮社（長野県諏訪郡下諏訪町）
- 矢木神社（長野県諏訪郡下諏訪町）